# Sunga
Sunga (Shunga), indisk kungadynasti som tog över efter Maurya. 
Den förste sungakungen Pushyamitra Sunga var mauryakungen Brithadrathas militäre befälhavare, och utropade sig själv till kung efter att ha mördat Brithadratha och dennes son 185 f.Kr..
Medan sungakungarna bibehöll kontrollen över magadhariket förlorade man snart Rajputana, Malwa och Punjab till inkräktande krigsherrar, men erövrade Narmada i centrala Indien. Totalt tros det ha funnit tio sungakungar innan dynastin dog ut.